# 吳淞口國際郵輪港
吴淞口国际邮轮港（縮寫：WSICT）位于中華人民共和國上海市寶山區长江、黄浦江、蕰藻浜交汇处，是亚洲接待游客人数最多、全球第四的邮轮母港。現共有3座客運大樓，拥有两座15万吨级码头及两座22万吨级码头，能同時實現四船停靠。

## 歷史
原址曾為炮台湾船舶基地，隶属于中外运长航集团，是一座用于船舶编组、解组的中转基地。位于上海市中心北外滩的上海港国际客运中心码头投入使用後，由於邮轮从公海沿着黄浦江驶入上海港国际客运中心码头前，必须经过限制船舶高度的杨浦大桥，歌诗达、皇家加勒比等大吨位邮轮难以进港靠泊。因而上海市政府决定將位于宝山区的炮台湾船舶基地确定为新郵輪码头所在地。
2008年12月20日，吳淞口國際郵輪港正式開工。2011年10月开港，2013年12月26日，包括首座客運大樓東方之晴以及兩座郵輪停靠碼頭在內的一期工程竣工。12月31日，吴淞口国际邮轮港通过口岸验收，正式开放运营。
2015年6月，邮轮港后续工程正式启动，將新建码头2座及两栋新客运楼。2016年11月30日，兩座新客运楼项目开工。2018年7月13日，吴淞口国际邮轮港新客运大楼T1航站樓投入试运营。2019年7月23日，吴淞口国际邮轮港T2航站楼开启试运行。
2020年2月，吴淞口国际邮轮港因2019冠状病毒病疫情暂停运营，並且在上海封城期間上海吴淞口国际邮轮港东方之睛和T2两座航站楼被改造成方舱医院。2023年6月，吴淞口国际邮轮港恢复运营。
2024年10月4日至6日，2024年世界F1H2O摩托艇锦标赛中国上海大奖赛在吴淞口国际邮轮港举行。